# Winfried Schüler
Winfried Schüler (* 11. Juli 1934 in Rüdesheim; † 23. Mai 2020 in Bad Schwalbach) war ein deutscher Archivar.

## Leben
Ab 1954 studierte Schüler Geschichte und Germanistik an den Universitäten Würzburg, Freiburg und Münster. In Münster war er anschließend Wissenschaftlicher Assistent und wurde 1969 promoviert. Zudem legte er die Staatsprüfung für das Lehramt an Gymnasien ab.
Von 1968 bis 1970 absolvierte Schüler sein Archiv-Referendariat am Hessischen Hauptstaatsarchiv. In diesem Rahmen besuchte er die Archivschule Marburg. Anschließend war er Angestellter am Staatsarchiv Marburg, bevor er 1971 als Archivrat zur Anstellung an das Hauptstaatsarchiv nach Wiesbaden wechselte und dort 1973 zum Archivrat ernannt wurde. 1983 wurde Schüler dort zum Archivdirektor befördert und gleichzeitig stellvertretender Leiter des Hauptstaatsarchivs, das er von 1996 bis zu seiner Pensionierung 1999 schließlich selbst leitete.
In seiner Zeit am Archiv in Wiesbaden hatte er maßgeblichen Anteil an der Planung und der Errichtung eines neuen Archivgebäudes in der Mosbacher Straße. Er war ebenfalls beteiligt an der Einführung der modernen Informationstechnologie im Archivwesen. Darüber hinaus engagierte er sich in verschiedenen Historischen Kommissionen. In der Historischen Kommission für Nassau und der Kommission für die Geschichte der Juden in Hessen war er Vorstandsmitglied. In letzterer und in der Arbeitsgemeinschaft der Historischen Kommissionen in Hessen war Schüler Schatzmeister. 1968 trat er dem Verein für Nassauische Altertumskunde und Geschichtsforschung bei. Mehrere Jahre lang war er Schatzmeister des Vereins und von 2000 bis 2009 dessen Vorsitzender. Schüler galt insbesondere als Fachmann für die Geschichte des Herzogtums Nassau.
Für seine Verdienste wurde Schüler vom Großherzog von Luxemburg als Offizier des Militär- und Zivildienst-Orden Adolphs von Nassau ausgezeichnet.

## Veröffentlichungen (Auswahl)
- Der Bayreuther Kreis von seiner Entstehung bis zum Ausgang der wilhelminischen Ära. Wagnerkult und Kulturreform im Geiste völkischer Weltanschauung. Aschendorff, Münster 1971 (= Neue Münstersche Beiträge zur Geschichtsforschung; 12) (Zugl.: Münster, Univ., Diss., 1969), ISBN 3-402-05365-9.
- Geld im Herzogtum Nassau achtzehnhundertsechs bis achtzehnhundertsechsundsechzig. Eine Ausstellung der Nassauischen Sparkasse, Nassauische Sparkasse, Wiesbaden 1978.
- Die Katholische Partei im Herzogtum Nassau während der Revolution von 1848. In: Archiv für mittelrheinische Kirchengeschichte, Bd. 34 (1982), S. 121–142.
- zusammen mit Inge Auerbach und Jürgen Rainer Wolf: Auswanderung aus Hessen. Ausstellung der Hessischen Staatsarchive zum Hessentag 1984 in Lampertheim. Hessisches Staatsarchiv, Wiesbaden 1984, ISBN 3-88964-116-4.
- (Hrsg.): 175 Jahre Nassauische Verfassung. Eine Ausstellung des Hessischen Landtags und des Hessischen Hauptstaatsarchivs zur Erinnerung an den Erlass der Nassauischen landständischen Verfassung am 1./2. September 1814; Hessischer Landtag, Wiesbaden, 19. September – 13. Oktober 1989. Hessischer Landtag, Wiesbaden 1989 (= Hessische Schriften zum Föderalismus und Landesparlamentarismus; 2), ISBN 3-923150-05-9.
- Die nassauische Verfassung vom 1./2. September 1814. Schrittmacher der konstitutionellen Bewegung in Deutschland. Kohlhammer, Stuttgart 1997 (= Schriften zur politischen Landeskunde Hessens), ISBN 3-17-014923-7.
- Das Herzogtum Nassau. 1806–1866. Deutsche Geschichte im Kleinformat. Historische Kommission für Nassau, Wiesbaden 2006 (= Veröffentlichungen der Historischen Kommission für Nassau; 75), ISBN 3-930221-16-0.
- (Hrsg.): Nassauische Parlamentsdebatten. Bd. 2: Revolution und Reaktion 1848–1866. Historische Kommission für Nassau, Wiesbaden 2010 (= Politische und parlamentarische Geschichte des Landes Hessen; 1; Veröffentlichungen der Historischen Kommission für Nassau; 35), ISBN 978-3-930221-21-9.
- Bewahren – Erleben – Verstehen. 200 Jahre Verein für Nassauische Altertumskunde und Geschichtsforschung. Eine Bild- und Textdokumentation. 1812–2012, Verein für Nassauische Altertumskunde und Geschichtsforschung, Wiesbaden 2012, ISBN 978-3-9815190-1-3.